# Laguna Esmeralda (Melipilla)
Laguna Esmeralda es una pequeña laguna artificial ubicada en él sector de Esmeralda(Melipilla) en la comuna de Melipilla, Provincia de Melipilla, Región Metropolitana, Chile. 
Esta laguna se forma entre los años 1990 y 1992, de napas subterráneas cuando se extraían áridos para construir un tramo de la Autopista del Sol. 
Posee sectores de pícnic, natación, pesca deportiva y observación de avifauna. Se cobra entrada por ingresar.